# 해벽
"해벽"은 1973년 공개된 대한민국의 영화이다.

## 배역
- 신영균
- 오현경
- 이락훈
- 전계현
- 김창숙
- 이승현
- 김성원
- 최길호
- 최성호
- 박기택
- 김웅
- 손전
- 권오상
- 임동훈
- 한병환
- 박병기
- 추봉
- 정철
- 이예성